# Aristolochia geniculata
Aristolochia geniculata är en piprankeväxtart som beskrevs av E. Nardi. Aristolochia geniculata ingår i släktet piprankor, och familjen piprankeväxter. Inga underarter finns listade i Catalogue of Life.